# Музей аэронавтики и астронавтики (Мадрид)
Музей аэронавтики и астронавтики (исп. Museo de Aeronáutica y Astronáutica, также известный как Museo del Aire) — национальный, государственный музей, находящийся в ведении Министерства обороны.
Музей расположен недалеко от Мадрида — в аэропорту Cuatro Vientos.

## История
В 1939 году Гражданская война в Испании подошла к концу, и были созданы ВВС Испании. Именно в этот период Министерство авиации поручило полковнику Társilo Ugarte Fernández подготовить проект создания национального музея воздухоплавания. Но в связи с начавшейся Второй мировой войной, первый проект музея был представлен в декабре 1948 года.
Реально музей, подотчетный Министерству авиации, был создан Указом № 1437 от 16 июня 1966 года. С 1975 года он базируется в аэропорту Cuatro Vientos, однако собственно работы начались в конце 1979 года. Cuatro Vientos был открыт в 1911 году и является первым военным аэродромом Испании. Официальное открытие Музея аэронавтики и астронавтики состоялось 24 мая 1981 года генерал-лейтенантом Emiliano Alfaro Jose Arregui.
Музей неоднократно расширялся. В 1993 году были добавлены два новых ангара, а в 2002 году — ещё два. Всего на территории музея площадью более 66 938 м² имеются семь ангаров, и площадка под открытым небом. В экспозиции представлено около 200 летательных аппаратов.

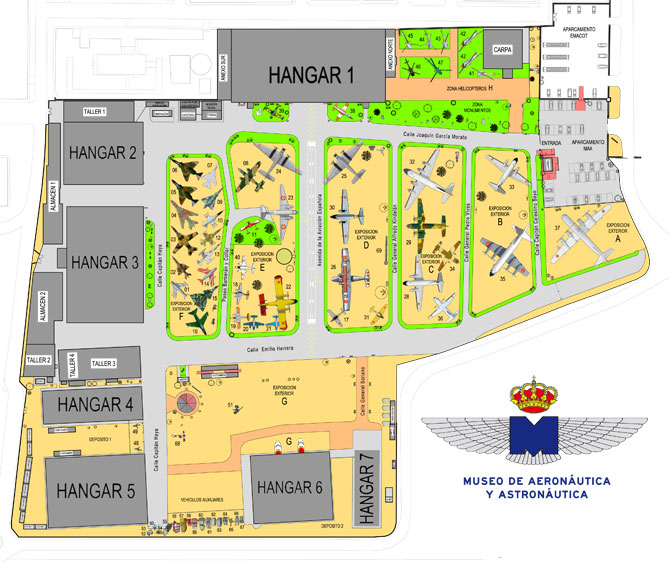
Общий план музея

## Галерея изображений

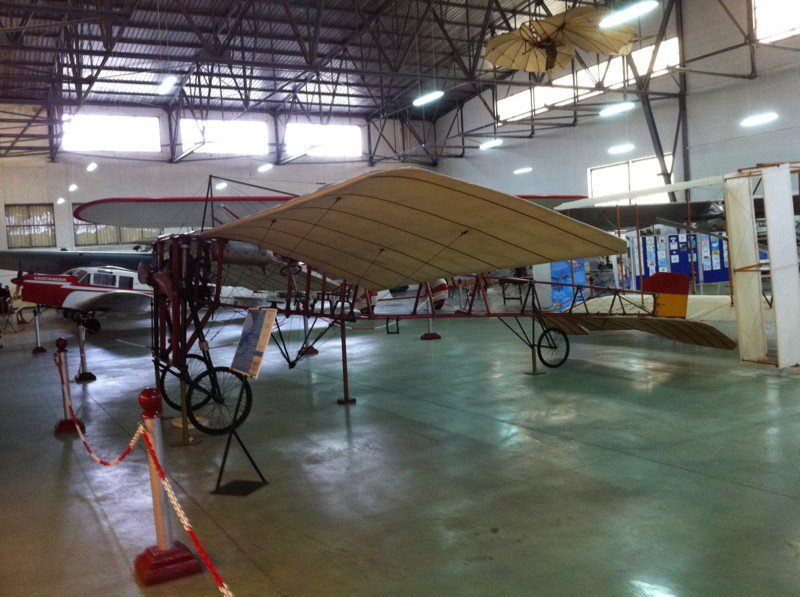
Vilanova Acedo[исп.]
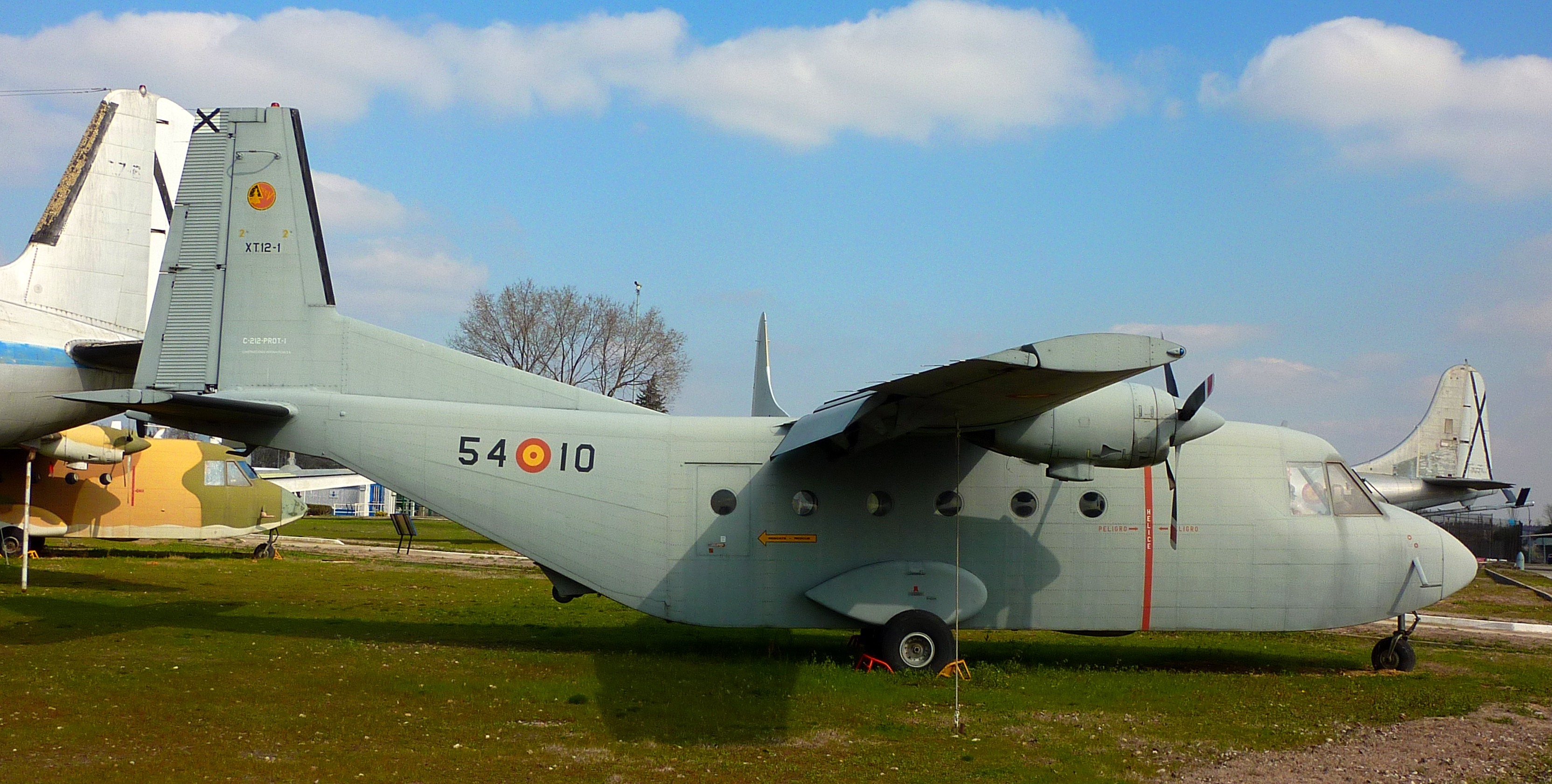
CASA C-212
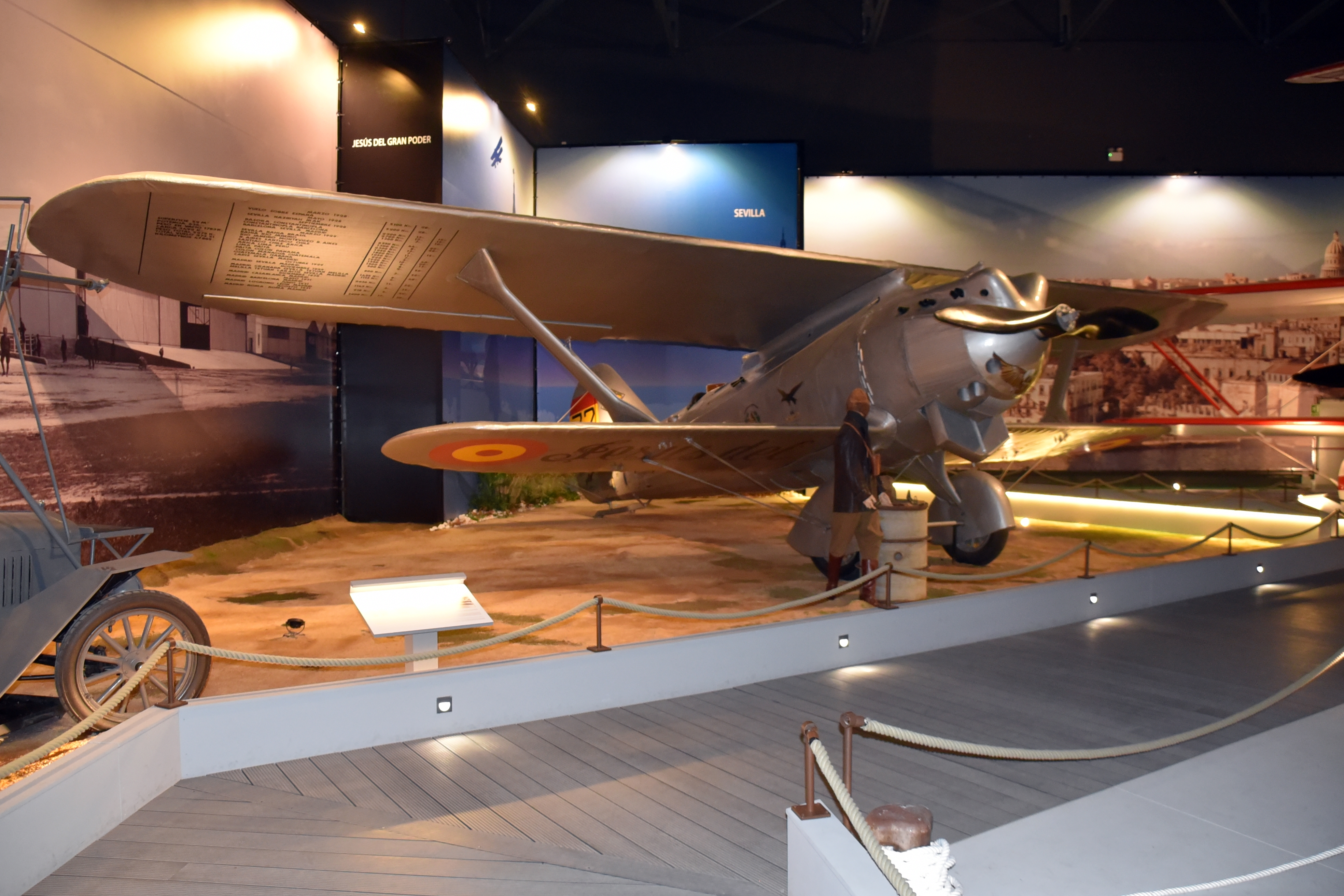
Jesús del Gran Poder[исп.]
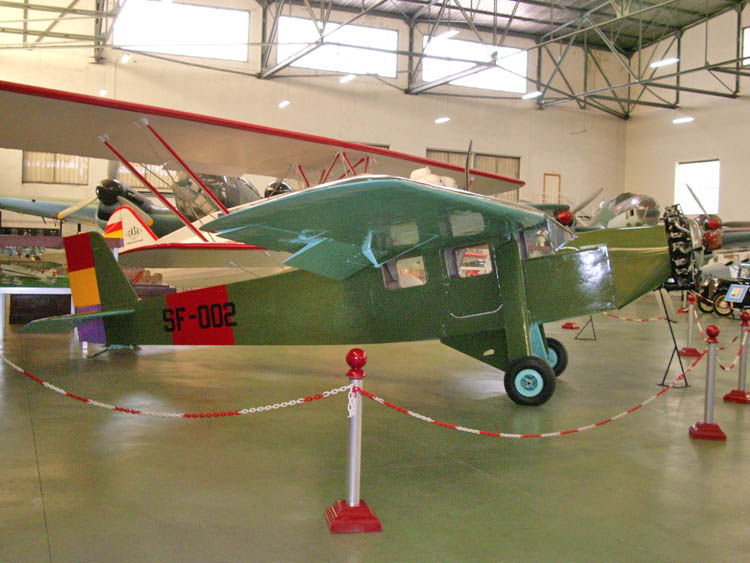
Farman F.400[англ.]
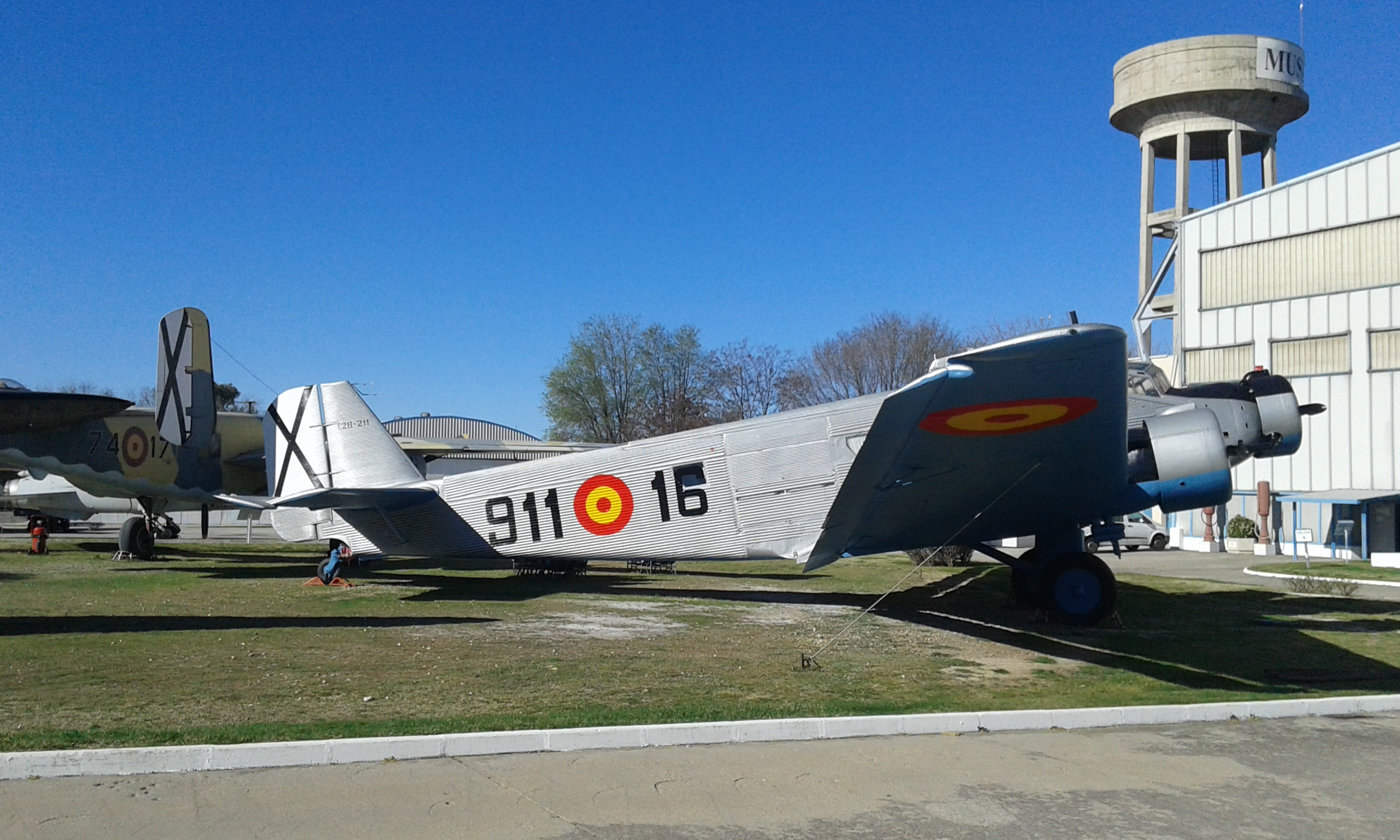
Junkers Ju 52
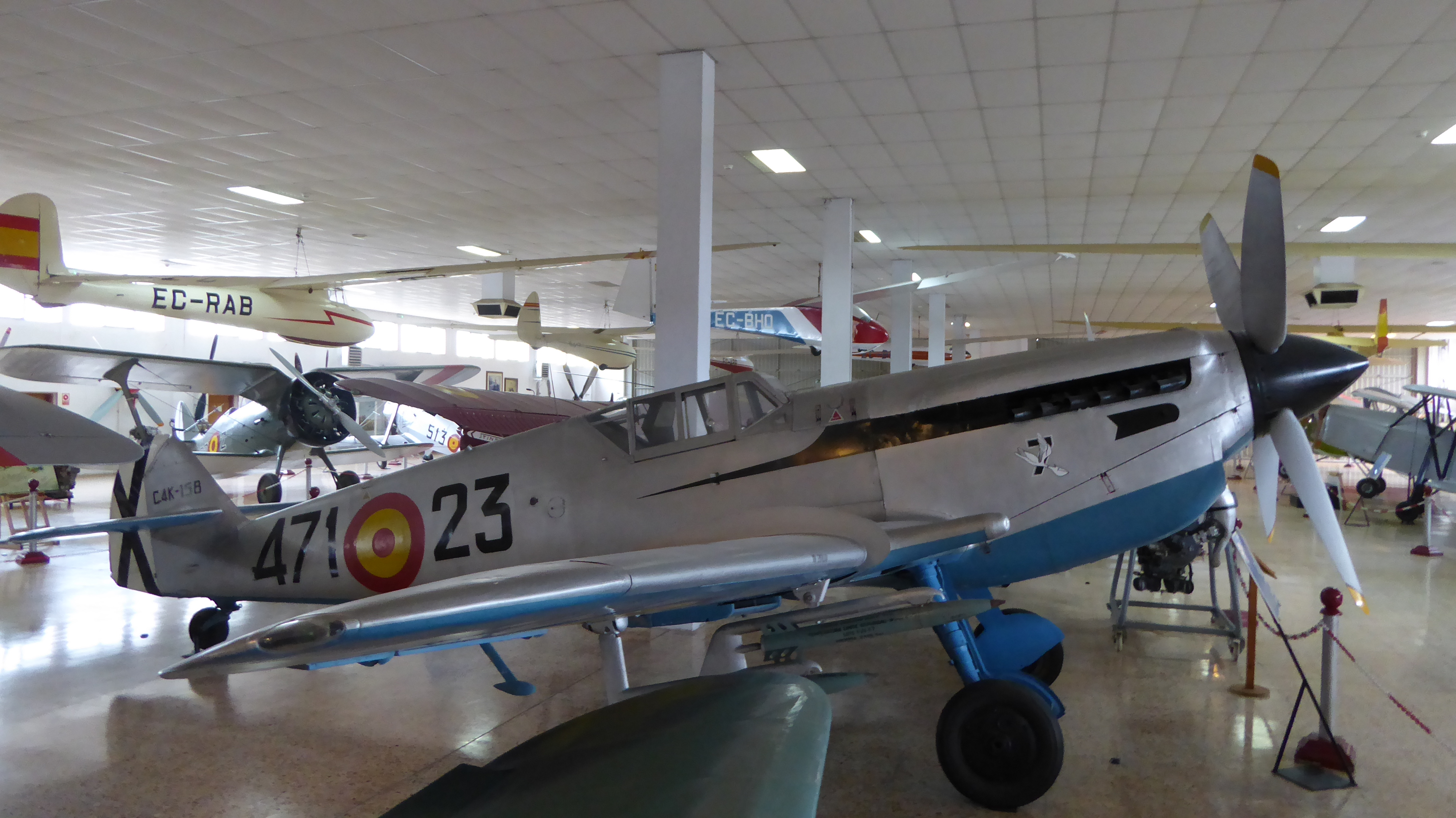
Hispano Aviación HA-1112[исп.]
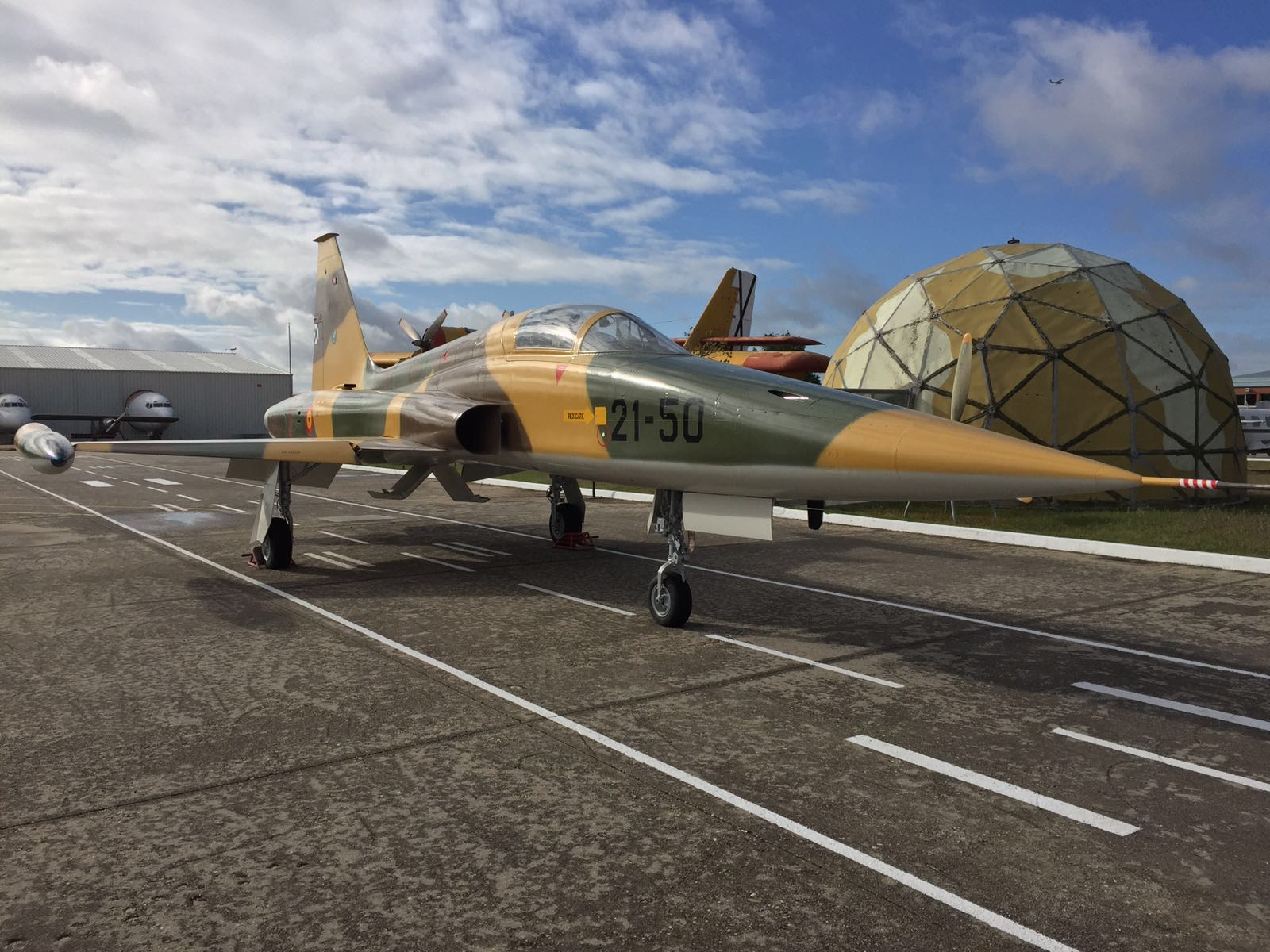
Northrop F-5
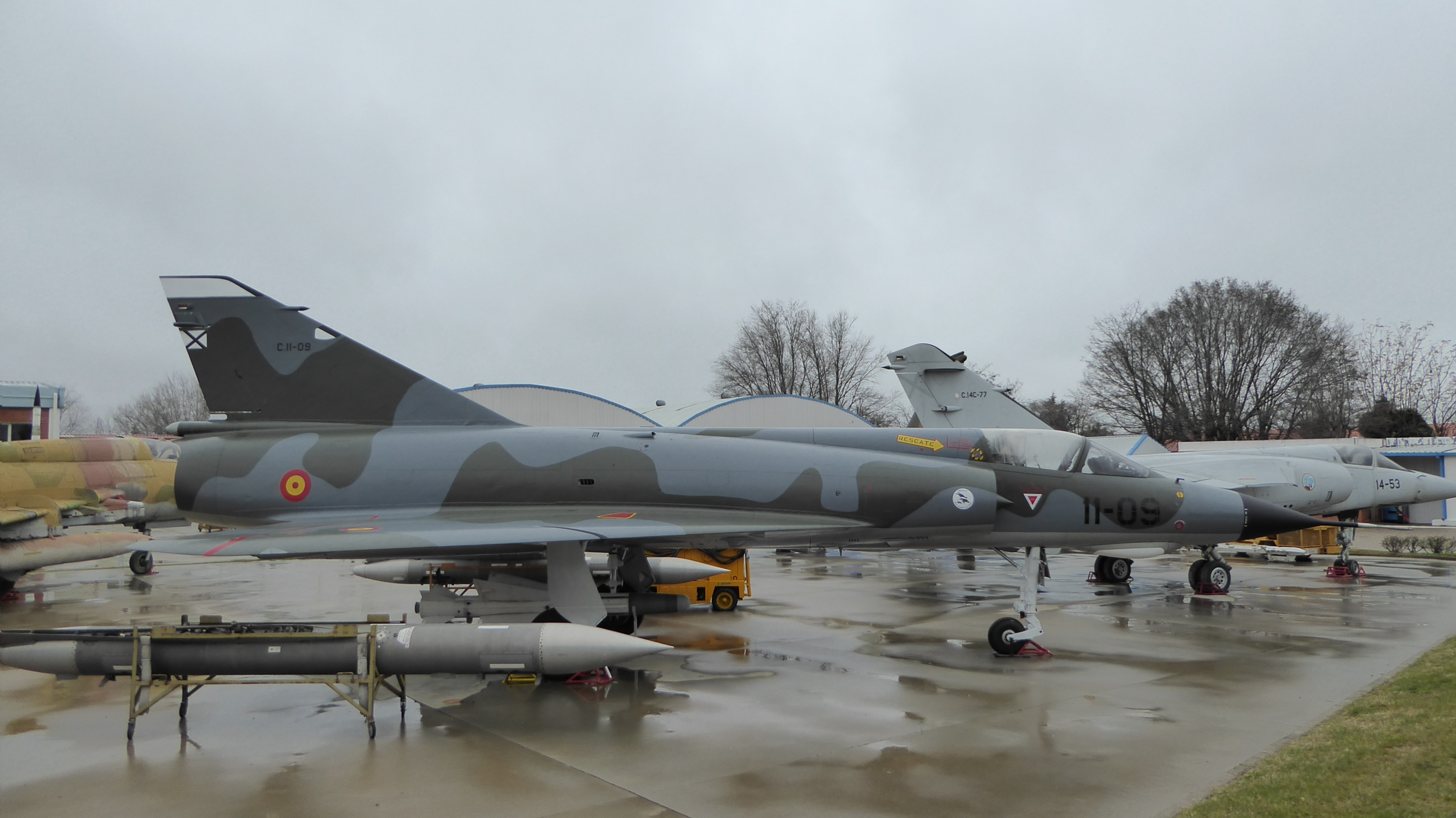
Mirage III EE
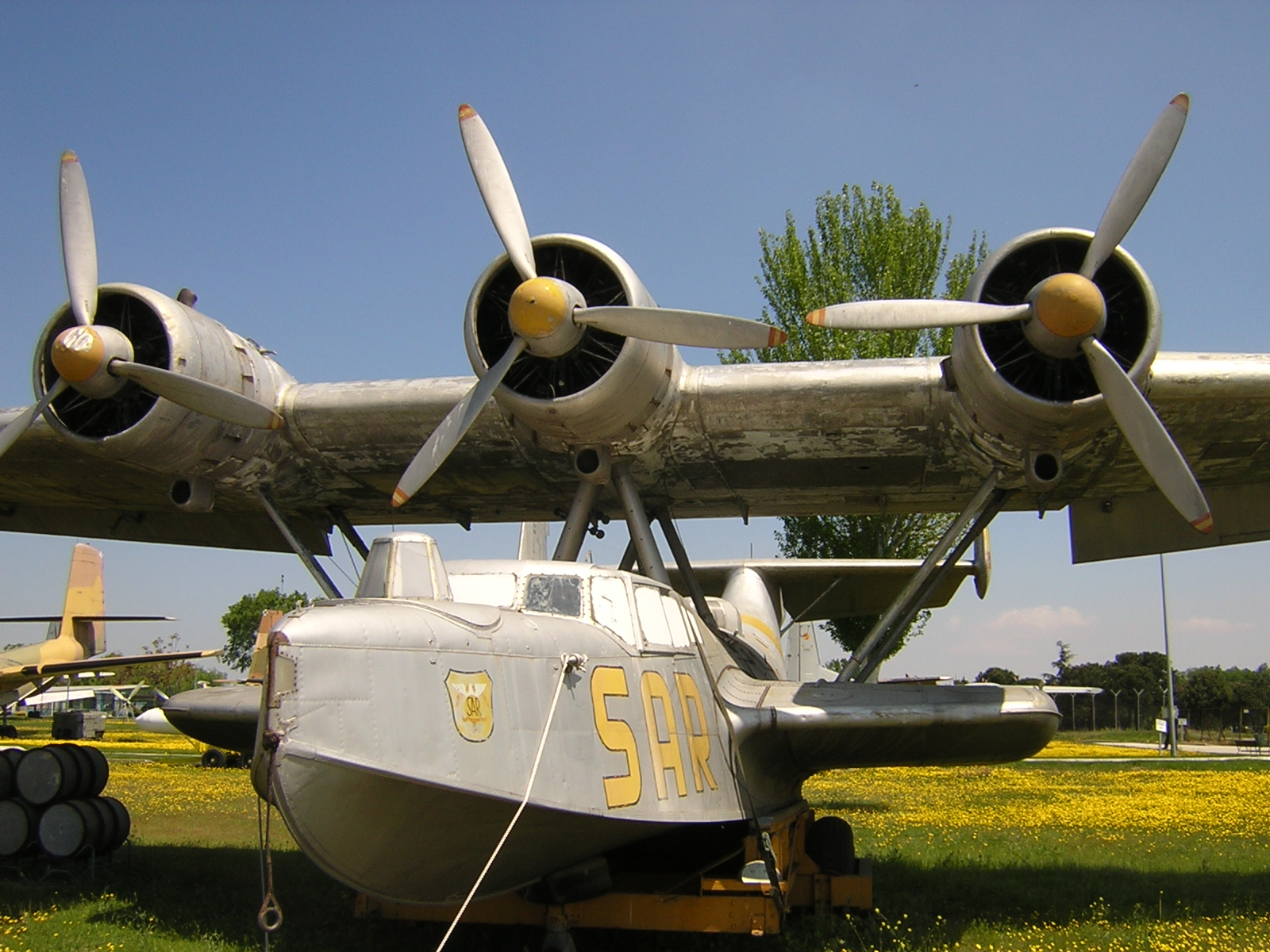
Dornier Do 24
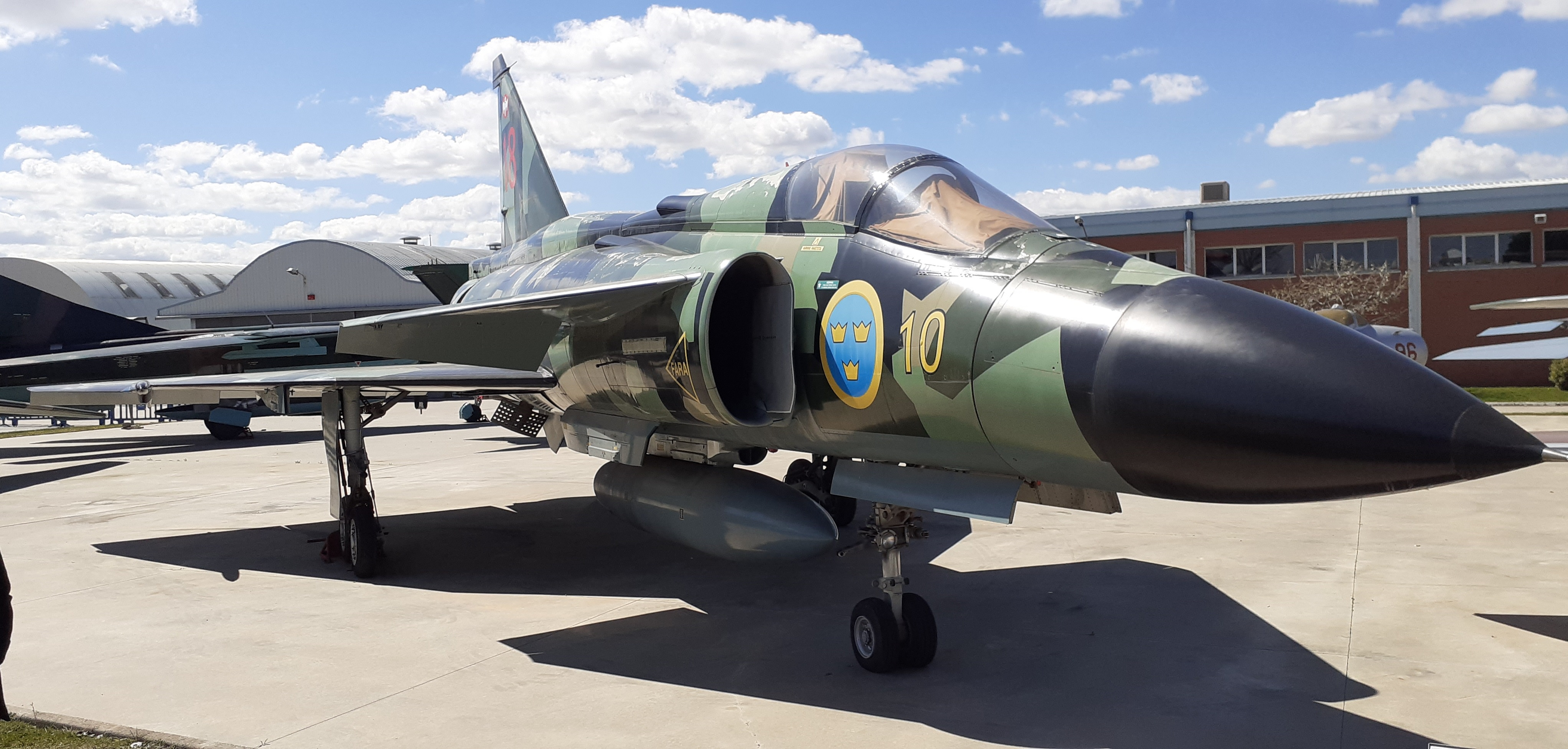
Saab 37
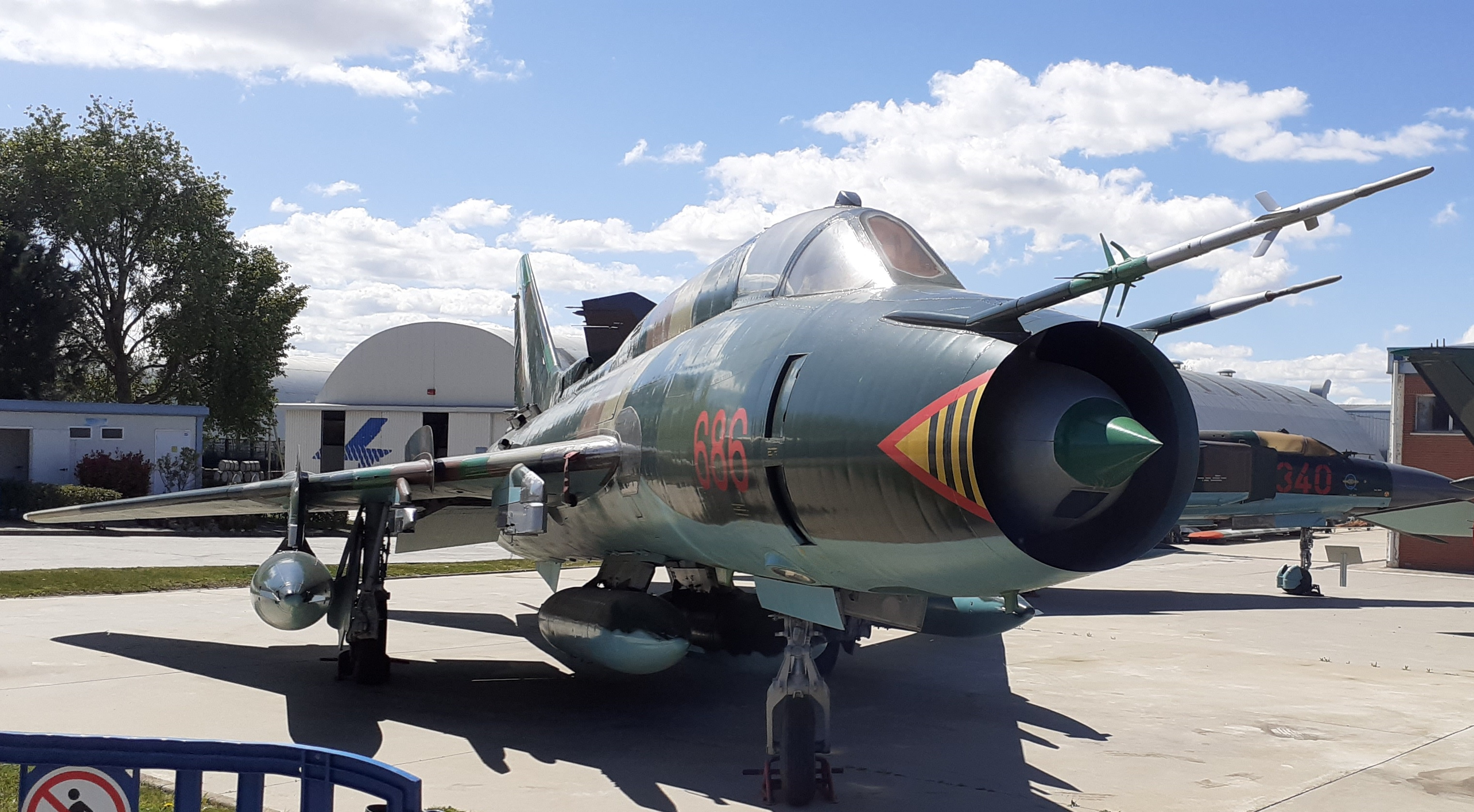
Sukhoi Su-17
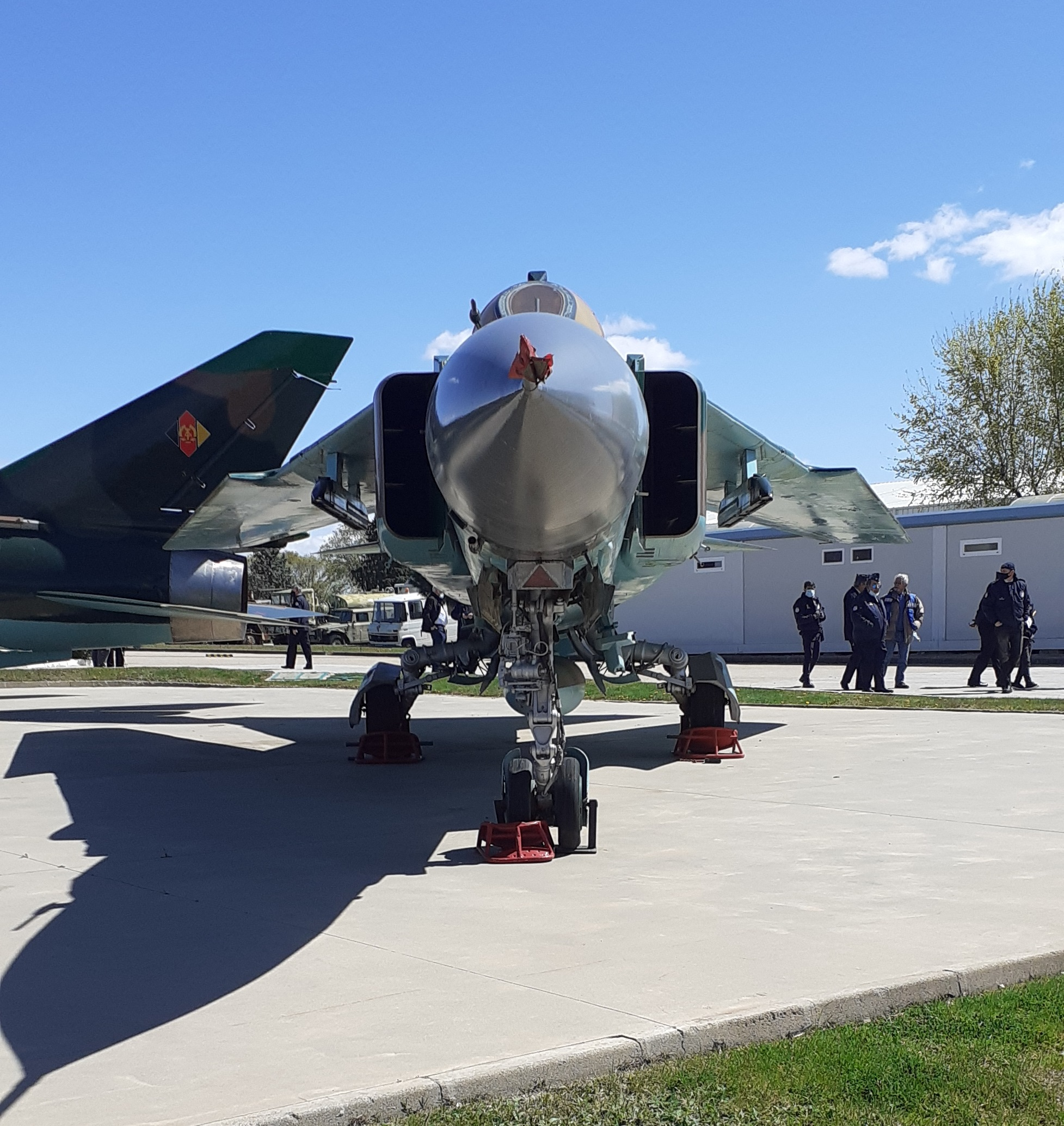
MiG-23